# Piper L-4

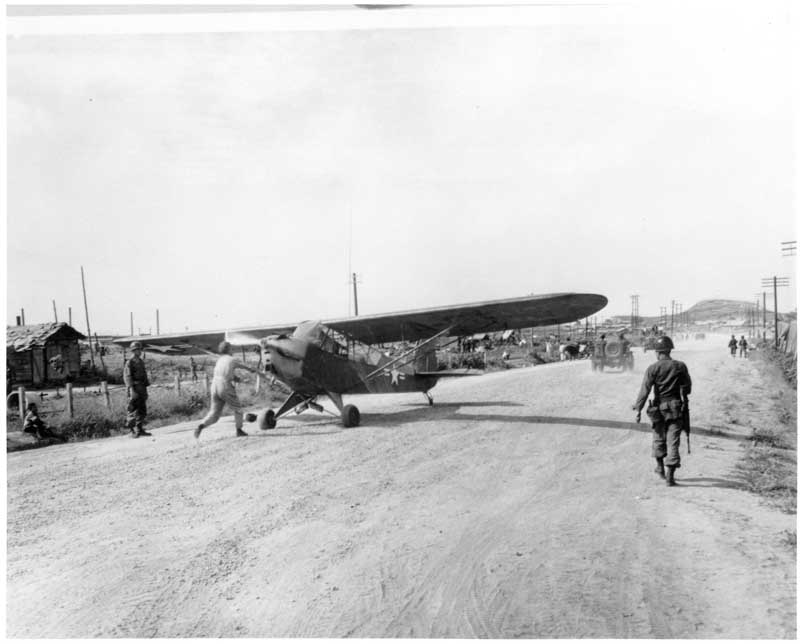
Un L-4 in procinto di decollare prima di una missione durante la seconda guerra mondiale.

Il Piper L-4, precedentemente designato O-59, era un monomotore leggero ad ala alta realizzato dall'azienda statunitense Piper Aircraft Corporation ed impiegato dall'United States Army Air Forces e United States Navy durante la seconda guerra mondiale nei ruoli di aereo da osservazione, da collegamento e ricognizione aerea.
Faceva parte di una nuova generazione di apparecchi soprannominati "Grasshoppers" ("Cavallette" in inglese).
Nel dopoguerra venne acquistato ed utilizzato dalla forza aerea israeliana Heyl Ha'Avir.

## Storia
A causa dell'evoluzione della seconda guerra mondiale che porterà l'entrata in guerra degli Stati Uniti d'America nel dicembre 1941 si fece sempre più necessaria l'esigenza di dotare l'United States Army di una flotta di velivoli leggeri da poter utilizzare in vari ruoli come cooperazione alle truppe di terra, come il trasporto di personale, l'osservazione della precisione nei tiri d'artiglieria e della ricognizione aerea in genere. Per soddisfare queste esigenze la U.S. Army emise una specifica per la fornitura di questa tipologia di velivoli basata sulla capacità STOL e la possibilità di operare da piste improvvisate. Data la tipologia era possibile sfruttare una classe di velivoli già presenti sul mercato civile ed utilizzati per l'aviazione generale a scopo turistico e la formazione dei loro piloti.
Nel corso del 1941 venne valutata una versione militare alleggerita del Taylorcraft Model D, analogamente al Piper J-3 (O-59), al quale venne assegnata la designazione YO-57. Assieme anche all'Aeronca L-3 (O-58) faceva parte di una categoria soprannominata Grasshopper (vedi sotto).

### Sviluppo
Nel corso dell'estate 1941, durante le manovre in Louisiana e Texas, venne valutata una versione militare alleggerita del Piper Model J-3C-65, alla quale venne assegnata la designazione YO-59, analogamente al Taylorcraft L-2 (YO-57) ed all'Aeronca L-3 (YO-58).
In quell'occasione il Taylorcraft YO-57 venne soprannominato Grasshopper (in lingua inglese cavalletta) dal generale Innis P. Swift, allora comandante del 1st Cavalry Division, merito della sua predisposizione a saltare in fase di atterraggio e decollo grazie al peso ridotto, alla struttura slanciata ed alla colorazione verde con la quale era dipinto, definizione che sarà poi non ufficialmente assegnata a tutti i tre contendenti. Erano velivoli molto leggeri, sull'ordine delle 650 lb di peso a vuoto, corrispondenti a meno di 300 kg, tutti dotati di due posti in tandem ed equipaggiati con un semplice motore raffreddato ad aria a 4 cilindri contrapposti da 65 hp.
La valutazione comparativa, effettuata con 4 esemplari per ciascun modello, risultò in linea con le esigenze e, data l'urgenza, venne deciso di acquistare tutti e tre i tipi di macchine.
La successiva produzione di serie di 40 esemplari, designata O-59, fu seguita dagli O-59A leggermente modificati. Il velivolo, il terzo dei grasshopper valutati dall'esercito, è rimasto anche il più famoso, utilizzato fino a pochi anni fa anche da forze di primo piano, come l'Aeronautica Israeliana.
Era un aereo estremamente compatto: solo 2,03 metri d'altezza e 290 kg di peso a vuoto; monoplano ad ala alta, controventata, a struttura mista (longherone alare in legno, centine in lega leggera, superfici in tela verniciata) carrello d'atterraggio triclo classico fisso con ruotino di coda, abitacolo con due posti in tandem e motorizzato con il Continental O-170, un motore raffreddato ad aria a 4 cilindri contrapposti da 65 hp, che conferiva, data la collocazione dei cilindri esterna ai lati del cofano, un aspetto caratteristico.
La produzione riguardò alcune versioni migliorate, con 230 esemplari per la Marina USA, 100 per uso come ambulanza J-5C Cub, 250 del modello aliante come TG-8 per l'esercito e 3 per la Marina USA. La produzione di questo efficiente apparecchio continuò anche nel dopoguerra, fino a quando la produzione terminò nel 1981 nei modelli migliorati Super Cub.

### Impiego operativo
L'L-4 venne intensamente impiegato in tutte le fasi dell'intervento statunitense in Europa durante la seconda guerra mondiale, nel 1942 in Nordafrica nell'ambito dell'Operazione Torch,durante le successive operazioni in Sicilia (Operazione Husky) nel corso del 1943, durante la Campagna d'Italia (1943/1945) e nel 1944 come supporto all'artiglieria da campagna del V Corpo d'armata dopo lo sbarco in Normandia.
Successivamente venne impiegato anche durante la guerra di Corea.

## Versioni
Dati tratti da L-4 Grasshopper in Уголок неба tranne dove indicato
O-59
versione iniziale da osservazione equipaggiata con motore Continental O-170-8.
O-59A
0-59 modificato, cabina dotata di parabrezza in vetro.
L-59
versione da collegamento/osservazione, ridesignazione del 0-59.
L-4
ridesignazione del 0-59 ed L-59 nel 1942.
L-4A
ridesignazione del 0-59A nel 1942.
L-4B
modifica nell'equipaggiamento radio.
L-4F
versione militare del J-5A triposto equipaggiato con motore Lycoming O-235-5 da 100 hp (75 kW).
L-4G
versione militare del J-5B triposto equipaggiato con motore O-235-5.
L-4Н
sviluppo del L-4G, modifiche minori.
L-4J
versione equipaggiata con elica a passo variabile.
NE-1
ridesignazione della United States Navy, poi NE-2; 250 esemplari utilizzati come addestratori.

## Esemplari attualmente esistenti

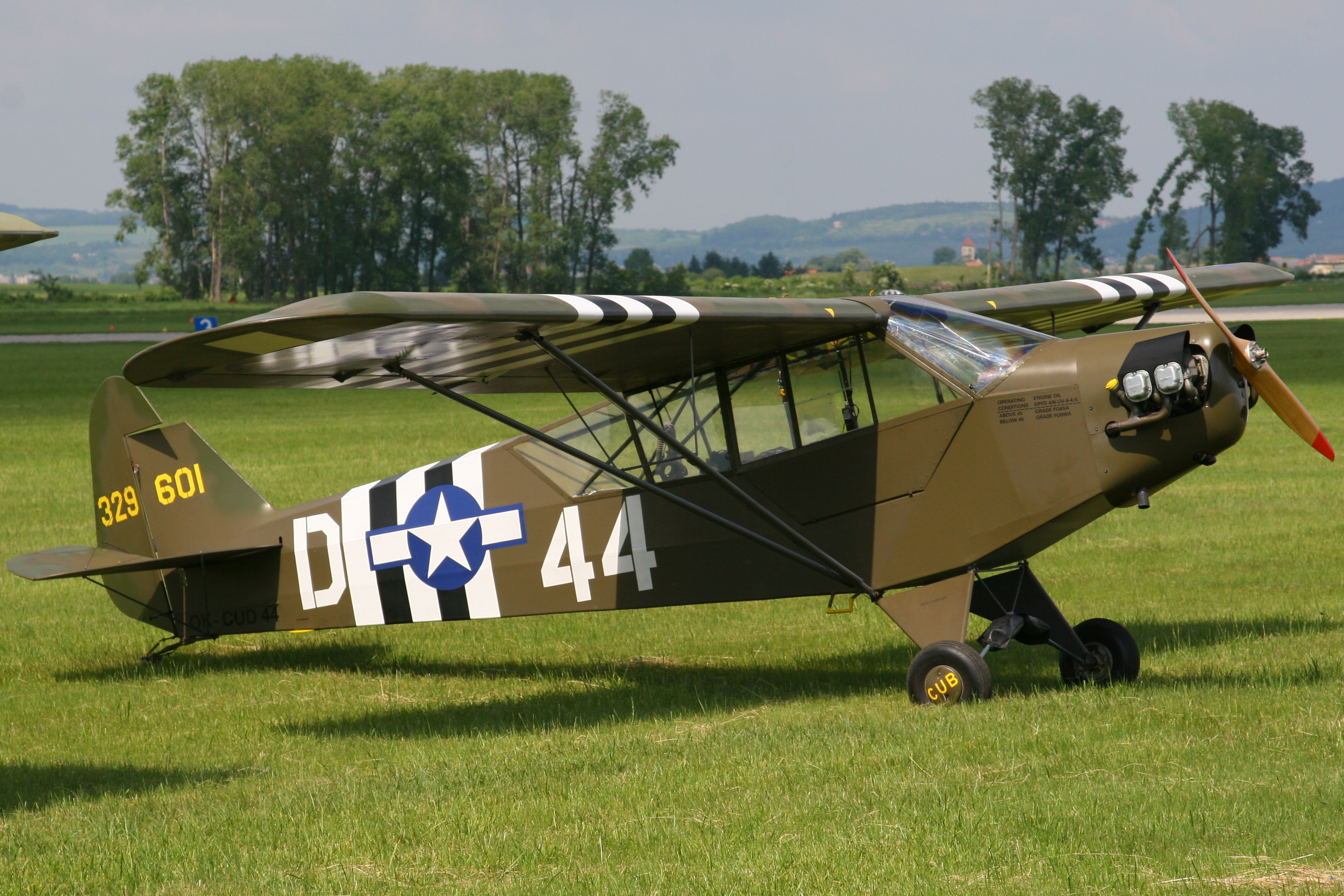
Un L-4 Grasshopper in condizioni di volo nella livrea a strisce bianche e nere utilizzata durante lo sbarco in Normandia.

Sono ancora moltissimi gli esemplari arrivati ai nostri giorni, sia per la robustezza del mezzo e per la facilità di manutenzione, necessaria in questo genere di velivoli, che per il ruolo in cui venne impiegato, a fronte degli oltre 5 000 esemplari prodotti, che non lo vedeva direttamente impegnato nello scontro con i caccia avversari.
Molti di questi esemplari sono ancora in condizioni di volo ma non è facile stabilire esattamente quanti siano L-4 in quanto, alla fine della seconda guerra mondiale, molti esemplari furono venduti come surplus all'utenza civile e molti vennero ridipinti nell'usuale livrea gialla. La popolarità e la longevità del mezzo hanno fatto sì che attualmente molti, sia J-3, J-4, J-5 civili, che L-4 militari, siano stati ridipinti in livrea USAAF partecipando ad aeroraduni e manifestazioni rievocative della seconda guerra mondiale.

## Utilizzatori
Israele
- Heyl Ha'Avir

 Stati Uniti
- United States Army Air Forces
- United States Navy

## Velivoli comparabili
Stati Uniti
- Stinson L-1 Vigilant
- Taylorcraft L-2
- Aeronca L-3